# Spalony (piłka nożna)
Spalony, ofsajd (ang. offside) – zasada gry opisana w artykule 11. przepisów gry w piłkę nożną.

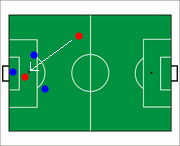
Ilustracja graficzna pozycji spalonej

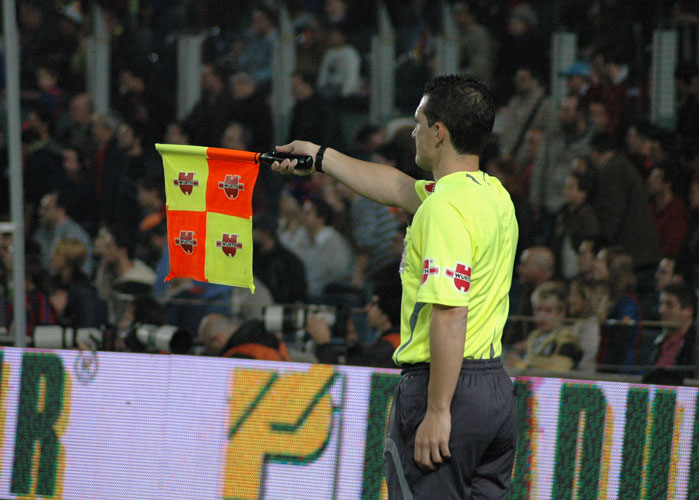
Sędzia asystent sygnalizujący spalonego

## Pozycja spalona
Pozycja spalona to sytuacja, gdy podczas podania piłkarz atakującej drużyny znajduje się na stronie boiska należącej do drużyny przeciwnej i jest bliżej linii bramkowej drużyny przeciwnej niż piłka oraz bliżej niż przedostatni zawodnik drużyny przeciwnej i ma wpływ na przebieg akcji.
Tak więc w momencie podawania piłki piłkarz, do którego piłka jest podawana, powinien mieć przed sobą co najmniej dwóch piłkarzy drużyny przeciwnej (nie ma wymogu, aby jednym z nich był bramkarz). Brak pozycji spalonej – cała drużyna atakująca znajduje się na swojej połowie boiska.

## Spalony
Zawodnik, który w momencie dotknięcia lub zagrania piłki przez współpartnera przebywa na pozycji spalonej, może zostać ukarany jedynie wtedy, gdy bierze on, według opinii sędziego, aktywny udział w grze poprzez:
- przyjęcie lub zagranie piłki,
- przeszkadzanie przeciwnikowi,
- odnoszenie korzyści z przebywania na tej pozycji (czyli zagrywanie piłki odbitej od słupka, poprzeczki, przeciwnika lub współpartnera).

Zawodnik nie jest na pozycji spalonej, jeżeli w momencie podania:
- znajduje się na własnej połowie pola gry (wliczając w to linię środkową boiska),
- znajduje się w tej samej odległości od linii bramkowej przeciwników, co przedostatni zawodnik drużyny przeciwnej lub dwóch ostatnich zawodników drużyny przeciwnej,
- otrzymuje piłkę bezpośrednio z rzutu od bramki, wrzutu z autu lub rzutu rożnego[3],
- zawodnik zagrywający znajduje się bliżej linii końcowej niż zawodnik, do którego skierowane jest zagranie (zagranie „do tyłu”).

Podstawą do oceny spalonego nie jest moment otrzymania piłki przez zawodnika, lecz moment zagrania, względnie dotknięcia piłki przez jego współpartnera.
Zawodnik występuje także na pozycji spalonej, gdzie linia tejże pozycji wyznaczana jest przez piłkę. Dotyczy to sytuacji gdy zawodnicy drużyny atakującej mają przed sobą do linii bramkowej mniej niż dwóch zawodników drużyny przeciwnej. 

## Sankcje karne
Za spalonego sędzia dyktuje rzut wolny pośredni dla drużyny przeciwnej z miejsca przewinienia.

## Historia
Do 1925 celem uniknięcia spalonego zawodnik drużyny atakującej musiał mieć przed sobą trzech, a nie jak obecnie dwóch, zawodników drużyny broniącej. W 1990 wprowadzono poprawkę, w myśl której zawodnik drużyny atakującej nie znajduje się na pozycji spalonej, jeżeli jest na równi z przedostatnim zawodnikiem drużyny broniącej.

## Pułapka ofsajdowa
Pułapka ofsajdowa (ang. offside trap) jest ryzykowną, ale skuteczną techniką w piłce nożnej. Polega na wyjściu linii obrony do przodu, przed zagraniem piłki kierowanej do najbardziej wysuniętego gracza drużyny przeciwnej. Wówczas następuje spalony, a drużynie przyznawany jest rzut wolny.